# Symplocos johniana
Symplocos johniana är en tvåhjärtbladig växtart som beskrevs av Stapf. Symplocos johniana ingår i släktet Symplocos och familjen Symplocaceae. Inga underarter finns listade i Catalogue of Life.